# Neuer jüdischer Friedhof (Gemünden)

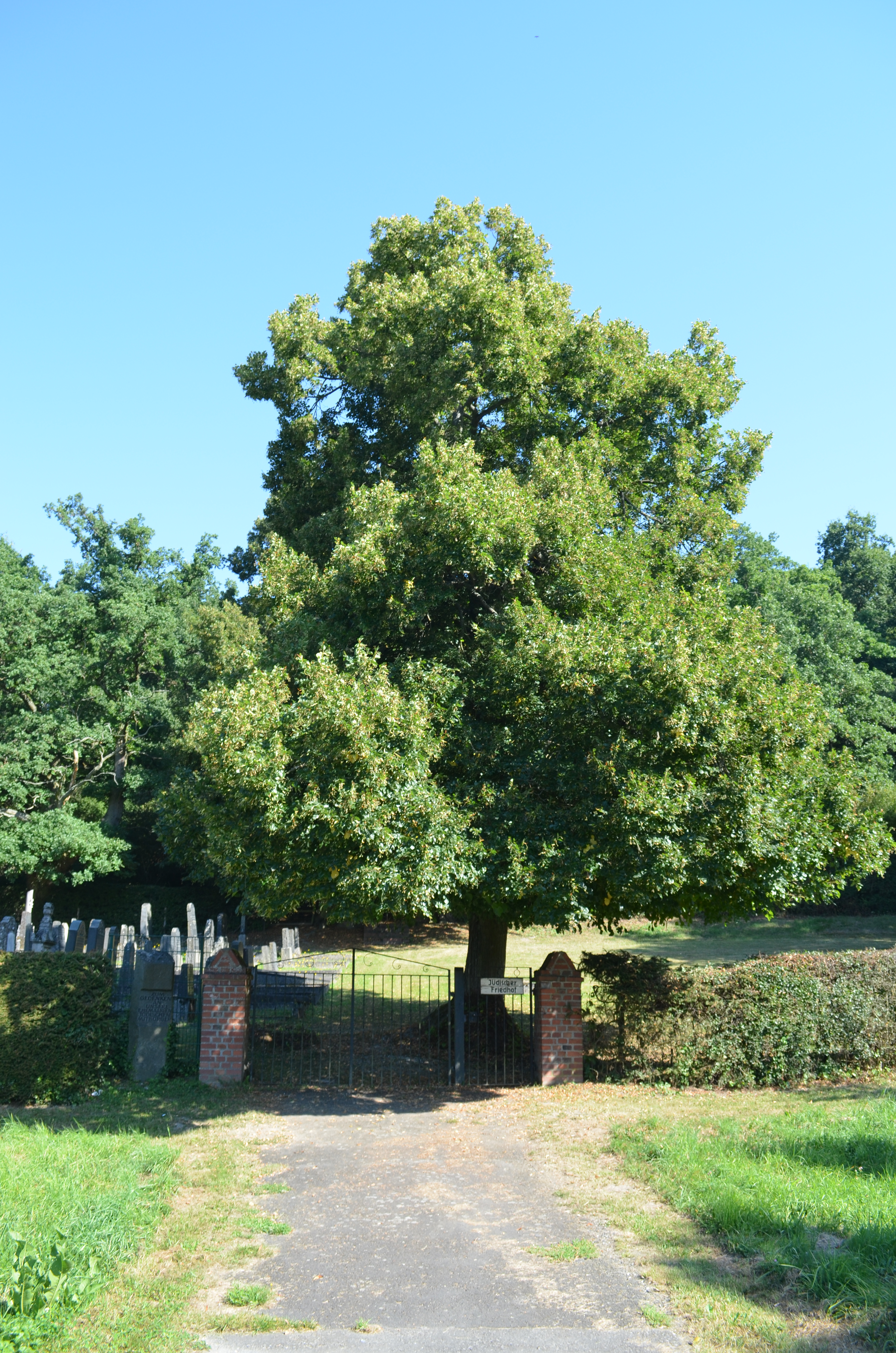
Eingang zum Neuen jüdischen Friedhof in Gemünden

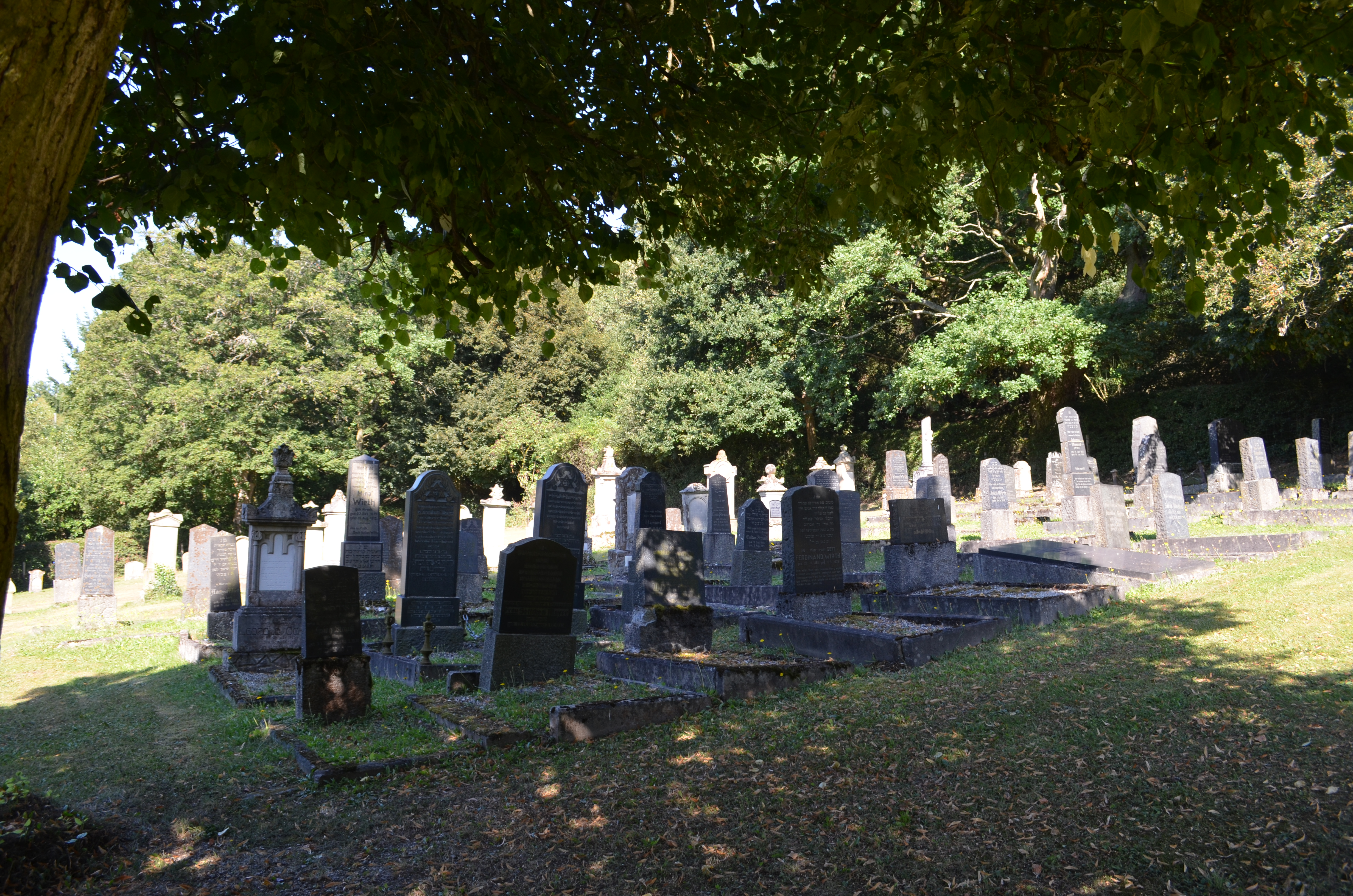
Ansicht des Friedhofs

Der Jüdische Friedhof in Gemünden, einer Ortsgemeinde im Rhein-Hunsrück-Kreis in Rheinland-Pfalz, wurde um 1815 angelegt. Der jüdische Friedhof liegt östlich des Ortes am Rothsberg. Er ist ein geschütztes Kulturdenkmal.
In den Jahren 1962 und 1970 gab es noch zwei Beisetzungen (Julius Hammel und Elisabeth Hammel geb. Maas).
Auf dem 2655 m² großen Friedhof sind noch 77 Grabsteine erhalten, die mit längeren Inschriften und reichen Ornamenten versehen sind.